# Violet Blue
『Violet Blue』（ヴァイオレット・ブルー）は、1993年9月9日にEpic/Sony Recordsから発売されたCHARAの3枚目のオリジナル・アルバム。規格品番：ESCB-1414。

## 概要
前作『SOUL KISS』から約1年ぶりのオリジナル・アルバム。

## アートワーク
初回生産盤のみスーパー・ピクチャーCDレーベル／シースルートレイ。

## チャート成績
オリコンチャート4位を記録した。

## 収録曲
特記以外作詞:Chara／作曲:Chara/浅田祐介／編曲:浅田祐介
1. 恋をした
  - 作曲:Chara / P.Lorimer　編曲:P.Lorimer
  - 8thシングル。
2. Violet Blue
  - 作曲:Chara
  - Charaのデビューのきっかけになった楽曲。菊地成孔がサックスを担当。
3. Gifted Child
  - 作曲:Chara
  - 編曲:D.Motion
  - 同年11月、9thシングルとしてシングルカットされた。
4. Private Beach
  - 作曲:Chara
5. 無人島に私をもっていって・・・
  - 6thシングル。
  - 未表記だがSE入りの後奏が加わったアルバム・ヴァージョンで収録。
6. 19 Lover
7. シャーロットの贈り物
  - 7thシングル。
8. Ice Cream
  - 8thシングルのカップリング曲。
9. あなたと
  - 編曲:P.Lorimer
10. 青い鳥
  - 9thシングルとしてシングルカットされた「Gifted Child」カップリング曲。